# Chaetonotus annectans
Chaetonotus annectans är en djurart som tillhör fylumet bukhårsdjur, och som beskrevs av Luis E. Grosso och Dragh 1991. Chaetonotus annectans ingår i släktet Chaetonotus och familjen Chaetonotidae. Inga underarter finns listade i Catalogue of Life.